# Condado de Henry (Iowa)
El condado de Henry (en inglés: Henry County, Iowa), fundado en 1836, es uno de los 99 condados del estado estadounidense de Iowa. En el año 2000 tenía una población de 20 366 habitantes con una densidad poblacional de 18 personas por km². La sede del condado es Mount Pleasant.

## Geografía
Según la Oficina del Censo, el condado tiene un área total de 1131 km² (436,7 mi²), de la cual 1125 km² (434,4 mi²) es tierra y 6 km² (2,3 mi²) es agua.

### Condados adyacentes
- Condado de Washington norte
- Condado de Louisa noreste
- Condado de Des Moines este
- Condado de Lee sur
- Condado de Van Buren suroeste
- Condado de Jefferson oeste

## Demografía
En el 2000 la renta per cápita promedia del condado era de $39 087, y el ingreso promedio para una familia era de $46 985. El ingreso per cápita para el condado era de $18 192. En 2000 los hombres tenían un ingreso per cápita de $31 801 contra $23 075 para las mujeres. Alrededor del 8.80% de la población estaba bajo el umbral de pobreza nacional.
| 1900   | 1910   | 1920   | 1930   | 1940   | 1950   | 1960   | 1970   | 1980   | 1990   | 2000   |
| ------ | ------ | ------ | ------ | ------ | ------ | ------ | ------ | ------ | ------ | ------ |
| 22 022 | 18 640 | 18 298 | 17 660 | 17 994 | 18 708 | 18 187 | 18 114 | 18 890 | 19 226 | 20 336 |

## Lugares

### Ciudades
- Coppock
- Hillsboro
- Mount Pleasant
- Mount Union
- New London
- Olds
- Rome
- Salem
- Wayland
- Westwood
- Winfield

### Principales carreteras
- U.S. Highway 34
- U.S. Highway 218/Carretera de Iowa 27
- Carretera de Iowa 16
- Carretera de Iowa 78